# La Cuchilla Cuatolol
La Cuchilla Cuatolol är en ort i Mexiko.   Den ligger i kommunen Chiconamel och delstaten Veracruz, i den sydöstra delen av landet, 220 km norr om huvudstaden Mexico City. La Cuchilla Cuatolol ligger 94 meter över havet och antalet invånare är 124.
Terrängen runt La Cuchilla Cuatolol är platt norrut, men söderut är den kuperad. Terrängen runt La Cuchilla Cuatolol sluttar norrut. Runt La Cuchilla Cuatolol är det ganska tätbefolkat, med 129 invånare per kvadratkilometer. Närmaste större samhälle är Huejutla de Reyes, 18,5 km söder om La Cuchilla Cuatolol. Omgivningarna runt La Cuchilla Cuatolol är en mosaik av jordbruksmark och naturlig växtlighet.